# Északi híd

Egy tipikus északi/déli híd elrendezés (2015)

Egy tipikus északi/déli híd elrendezés (2007)

Az északi híd, angol nevén northbridge, a déli híddal együtt az alaplapi lapkakészlet egyik összetevője, amely az alaplap „északi” (ill. „felső”) részén található (innen a név), a processzor közelében. Feladata a processzor, a memória, az AGP vagy a PCI Express interfész tevékenységének koordinálása. Ezenkívül a déli hídra és onnan érkező összes adat áthalad rajta.
Szerepe kulcsfontosságú, a rendszerbe integrálható processzor és memória típusát és generációját, valamint működési frekvenciáit meghatározza, a teljesítményre közvetlenül hatással van. A videovezérlő az északi hídba integrálható, mint alaplapra épített videomeghajtó („video on-board”) a megfelelő alaplapok esetében, általában a dedikált videokártyáknál gyengébb teljesítménnyel.

## Fordítás
Ez a szócikk részben vagy egészben  a   Northbridge című román Wikipédia-szócikk ezen változatának fordításán alapul.  Az eredeti cikk szerkesztőit annak laptörténete sorolja fel. Ez a jelzés csupán a megfogalmazás eredetét és a szerzői jogokat jelzi, nem szolgál a cikkben szereplő információk forrásmegjelöléseként.